# 贝克·麦坚时
贝克·麦坚时（英語：Baker & McKenzie）是一家全球性律师事务所，由罗素·贝克和约翰·麦坚时于1949年在美国芝加哥创立。该所现有律师超过4100名，并且分布在全球47个国家和地区的76个办事处。
基于贝克·麦坚时的全球化运营方式，没有任何一种国籍的律师在该所占据主导地位，其超过80％的律师在美国以外的全球其它地区执业。这些律师来自60个国家，除以英语作为工作语言外，他们使用的语言超过了75种之多。
该所2013财政年度的收入为24.19亿美元。根据2013年有关律师人数和总收入方面的统计，贝克·麦坚时在所有的美国律所中排名第二位。另外，贝克·麦坚时自2010年以来已连续3年被sharplegal® 全球精英品牌指数（面向2000多个律所大客户所做的调查）评为全球最强律所品牌。

## 历史

### 1999–现在
在公司1999年庆祝50年华诞之际，当时巴黎分布的管理合伙人、反垄断法和劳工法律师克里斯蒂娜·拉加德 被选为全球执行委员会主席，成为贝克·麦坚时第一位女老板。她在任主席共计五年。2004年， 福布斯杂志 将拉加德列为“世界最有权力的女人" 76位。拉加德其後擔任法国财政部长，現為國際貨幣基金組織總裁.

## 著名案例
2005年贝克·麦坚时代表五家奢侈品品牌诉讼北京秀水市场的假货。该案例被北京市高级人民法院选为十大案例。

## 地点

### 北美

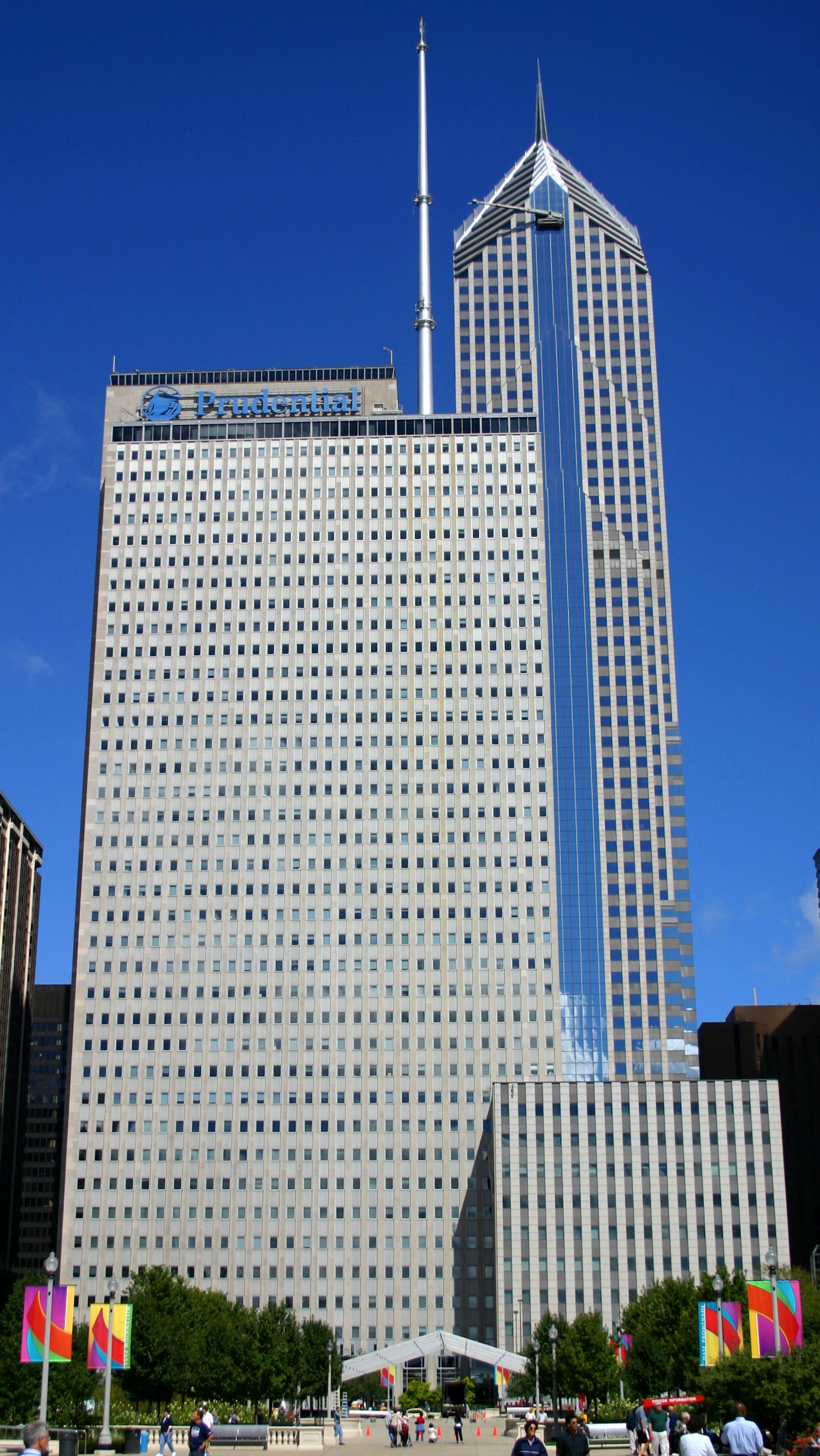
芝加哥One Prudential Plaza的总部

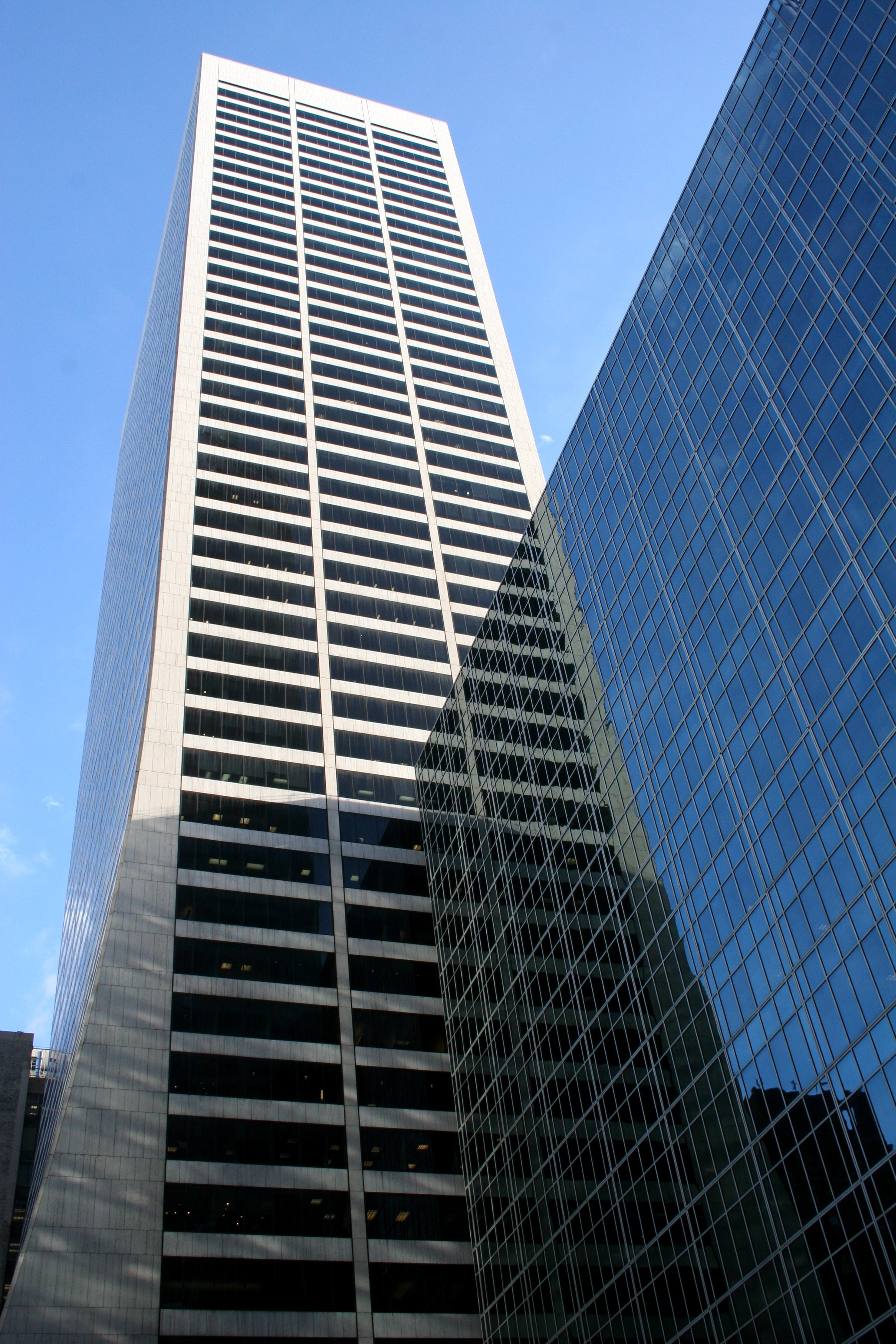
贝克·麦坚时纽约分所位于W. R. Grace Building.

- 芝加哥（One Prudential Plaza） - 芝加哥分所还包括了贝克·麦坚时全球服务有限责任公司，该公司协调贝克·麦坚时的全球运营。
- 达拉斯
- 休斯顿
- 迈阿密
- 纽约（W. R. Grace Building）
- Palo Alto
- 圣迭戈
- 旧金山（内河码头中心）
- 多伦多（Brookfield Place）
- 华盛顿

### 拉美
- 波哥大
- 布宜诺斯艾利斯
- 加拉加斯
- 瓜达拉哈拉
- 华雷斯市
- 墨西哥城
- 蒙特雷
- 圣地亚哥
- 蒂华纳
- Valencia (Venezuela)
- 巴西利亚

### 亚太
- 阿拉木图
- 曼谷
- 北京（中国国际贸易中心）
- 河内（越南商业银行塔）
- 胡志明市（西贡塔）
- 香港（太古坊一座）
- 雅加达
- 吉隆坡
- 马尼拉
- 墨尔本
- 上海（金茂大厦）
- 新加坡（濱海灣金融中心一座）
- 悉尼（AMP Centre）
- 臺北
- 东京

### 欧洲

阿姆斯特丹

- 阿姆斯特丹
- 安特卫普
- 巴库
- 巴塞罗那
- 柏林
- 布鲁塞尔
- 布达佩斯
- 杜塞尔多夫
- 法兰克福
- 日内瓦
- 伊斯坦布尔
- 基辅
- 伦敦
- 卢森堡
- 马德里
- 米兰
- 莫斯科
- 慕尼黑
- 巴黎
- 布拉格
- 罗马
- 圣彼得堡
- 斯德哥尔摩
- 维也纳
- 华沙
- 苏黎世

### 中东
- 阿布扎比
- 开罗
- 利雅得

## 外部連結
- Baker & McKenzie official website
- LawInContext - Interactive Knowledge from Baker & McKenzie
- LawPeriscope Profile（页面存档备份，存于）

template:Illinois Corporations